# Storgården i Brunnsvik
Storgården i Brunnsvik är en kulturhistorisk gård belägen vid sjön Väsman i Ludvika kommun i Dalarnas län. Här bodde författaren och folkbildaren Karl-Erik Forsslund från 1898 och till sin död 1941. Han skildrade gården i den på sin tid uppmärksammade boken Storgården, utgiven år 1900. Storgårdens byggnader är sedan 1972 ett byggnadsminne. I närheten grundade Forsslund 1906 Brunnsviks folkhögskola.

## Historik

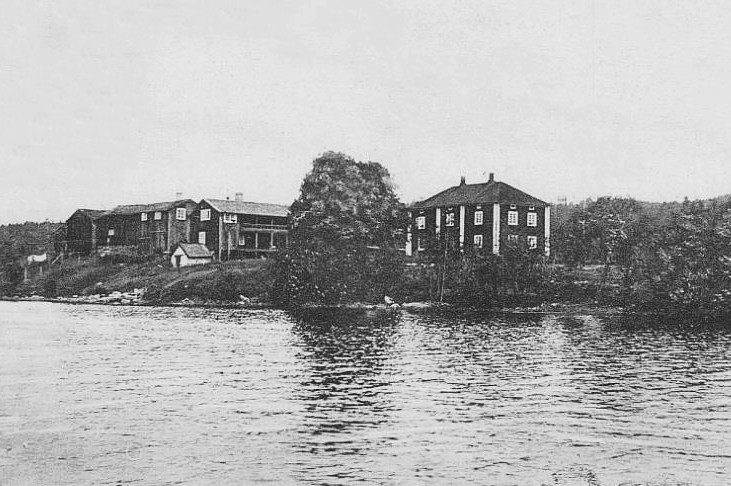
Forsslunds storgård 1906.

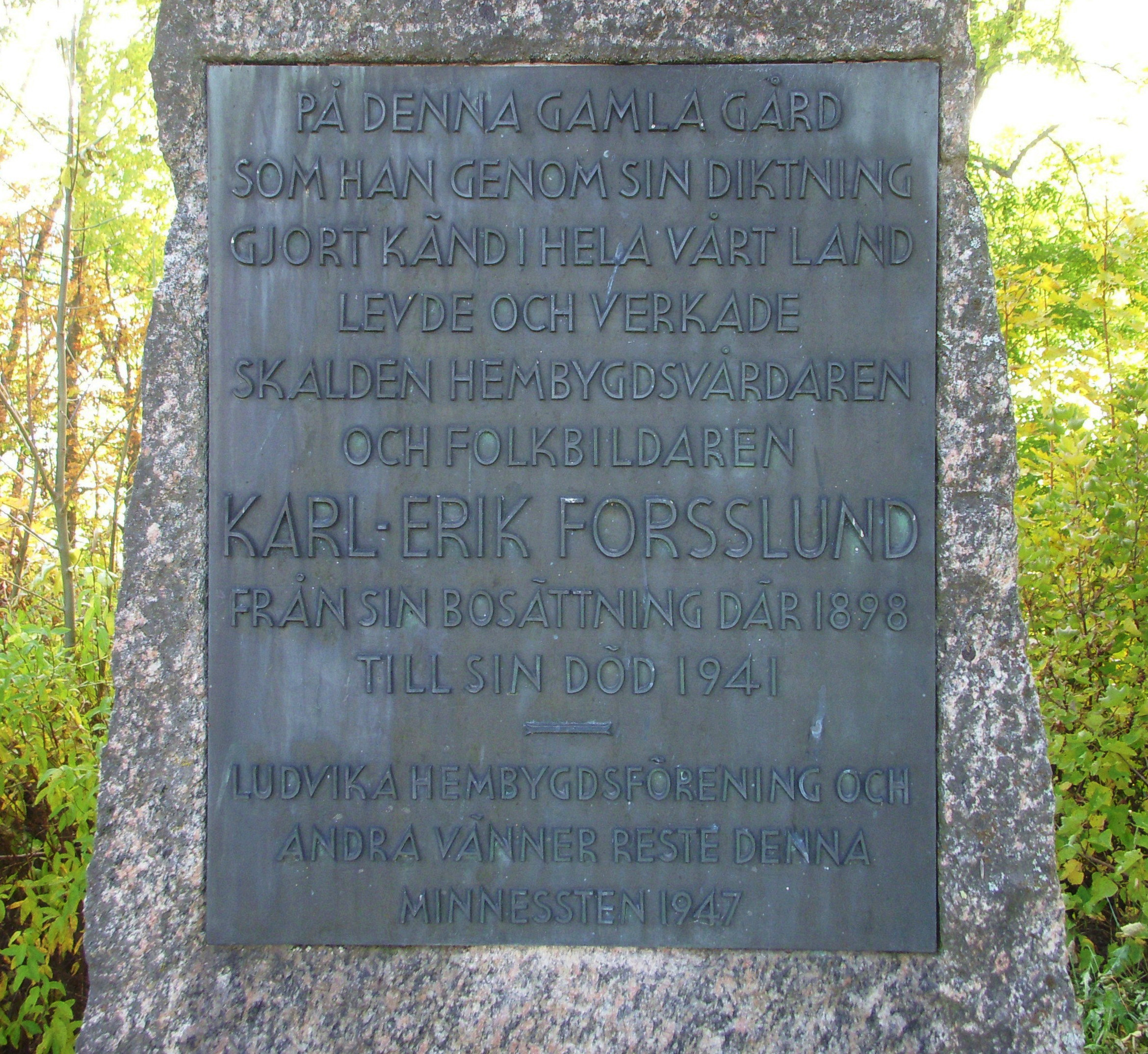
Minnestavla från 1947.

På våren 1897 stod Karl-Erik Forsslund för första gången på Storgården.  Gården ägdes då av patron Gustav Öhman, vars dotter Sofia Öhman - kallad Fejan, skulle bli Forsslunds  hustru. Efter bröllop på herrgården i Sörvik 1898 fick de Storgårdens mangårdsbyggnad i gåva av patron Öhman. Storgården blev sedan mötesplats för en lång rad av kulturpersonligheter, bland dem Uno Stadius, Gustaf Ankarcrona och Dan Andersson.  Storgården ägs fortfarande av Karl-Erik Forsslunds ättlingar.

## Byggnader
Anläggningen består av sju byggnader som grupperar sig kring ett gårdstun på en ås i sjön Väsman. Till gården hör förutom huvudbyggnad även  två loftbodar, stall och ladugård samt ytterligare ett bostadshus med okänt nybyggnadsår. 

### Mangården
Mangården, från slutet av 1700-talet, är en fristående träbyggnad i två våningar, tre fönsteraxlar lång och två fönsteraxlar bred. Fasaderna är panelade på gavelsidorna och utförda i synligt liggtimmer på långsidorna samt målade med falu rödfärg. Hushörnen markeras av kraftiga, vitmålade knutlådor. Taket är ett valmat sadeltak, täckt med skifferplattor.

### Nastun
Nastun kallas gårdens äldsta byggnad. Den står direkt norr om mangården och är en omålad loftbod från början av 1600-talet. Byggnaden flyttades 1918 hit från en grannby.

### Bokstugan
Den så kallade Bokstugan är en rödmålad loftbod från 1700-talet. Huset tjänstgjorde som författarstuga och senare som traktens bibliotek.

### Ladugård
Ladugården begränsar bebyggelsen mot norr. Den består av en husdel  i sten med timrad övervåning och en heltimrad byggnadskropp. Mellan båda finns en portal. 

## Bilder

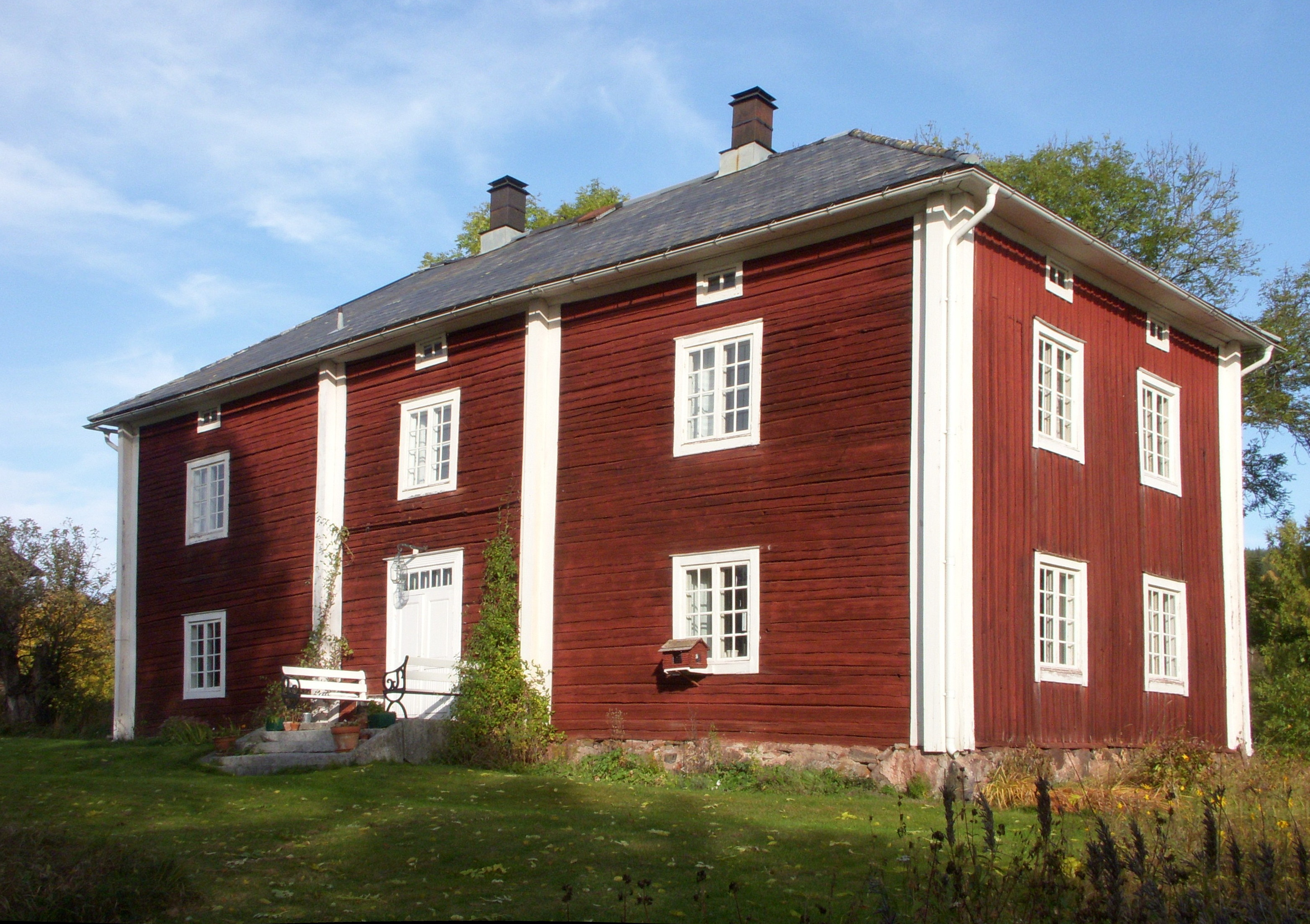
Mangården
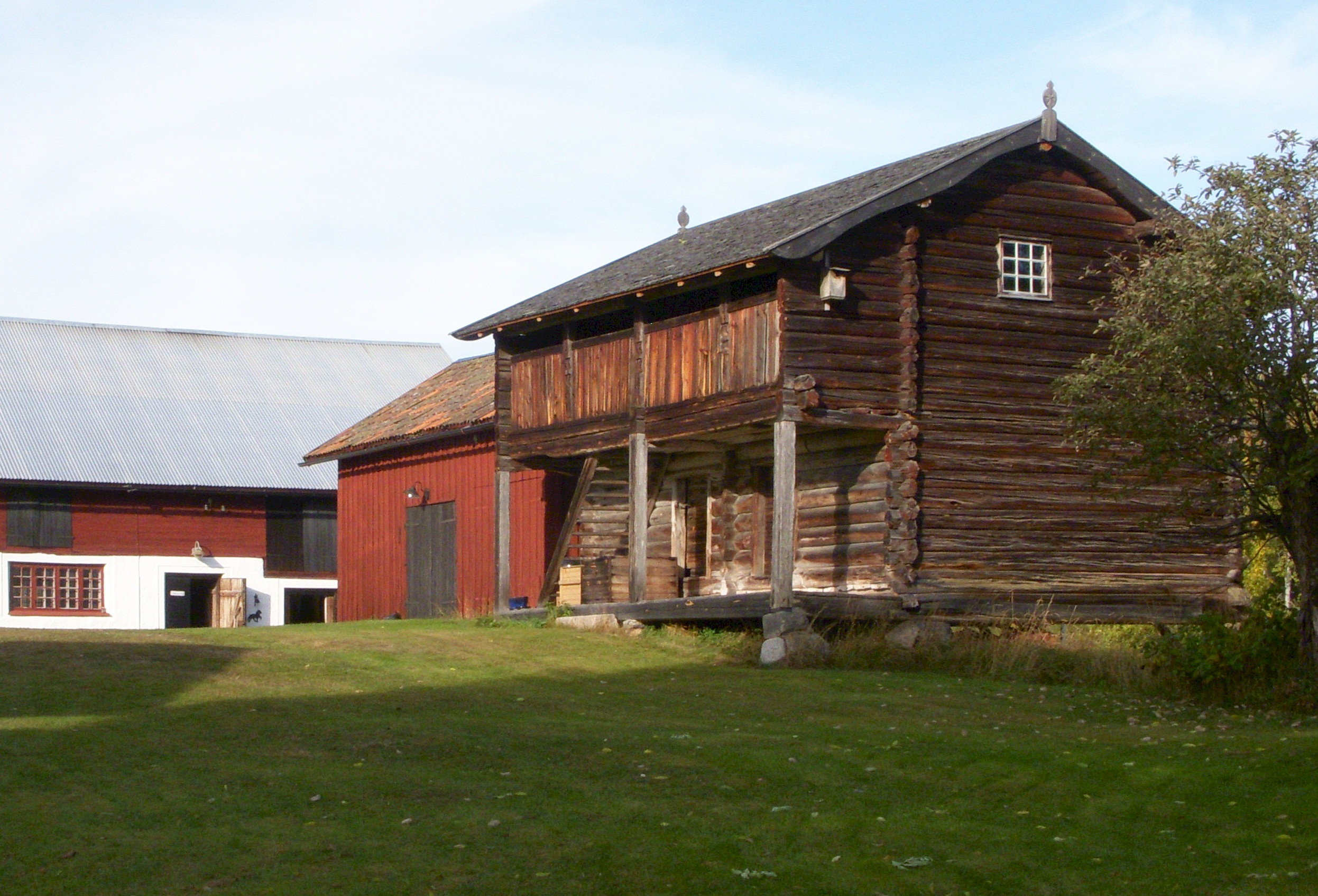
Nastun
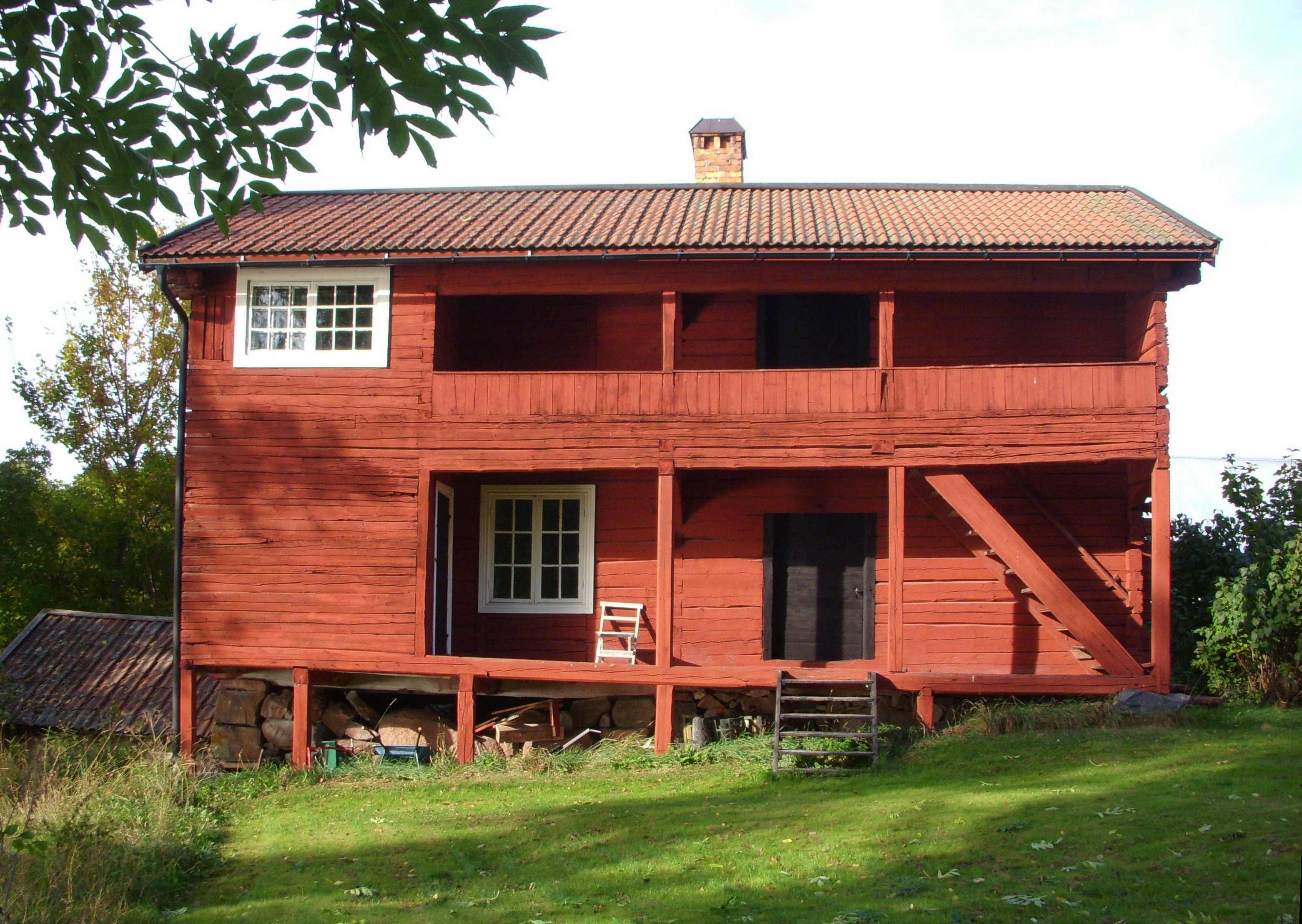
Bokstugan
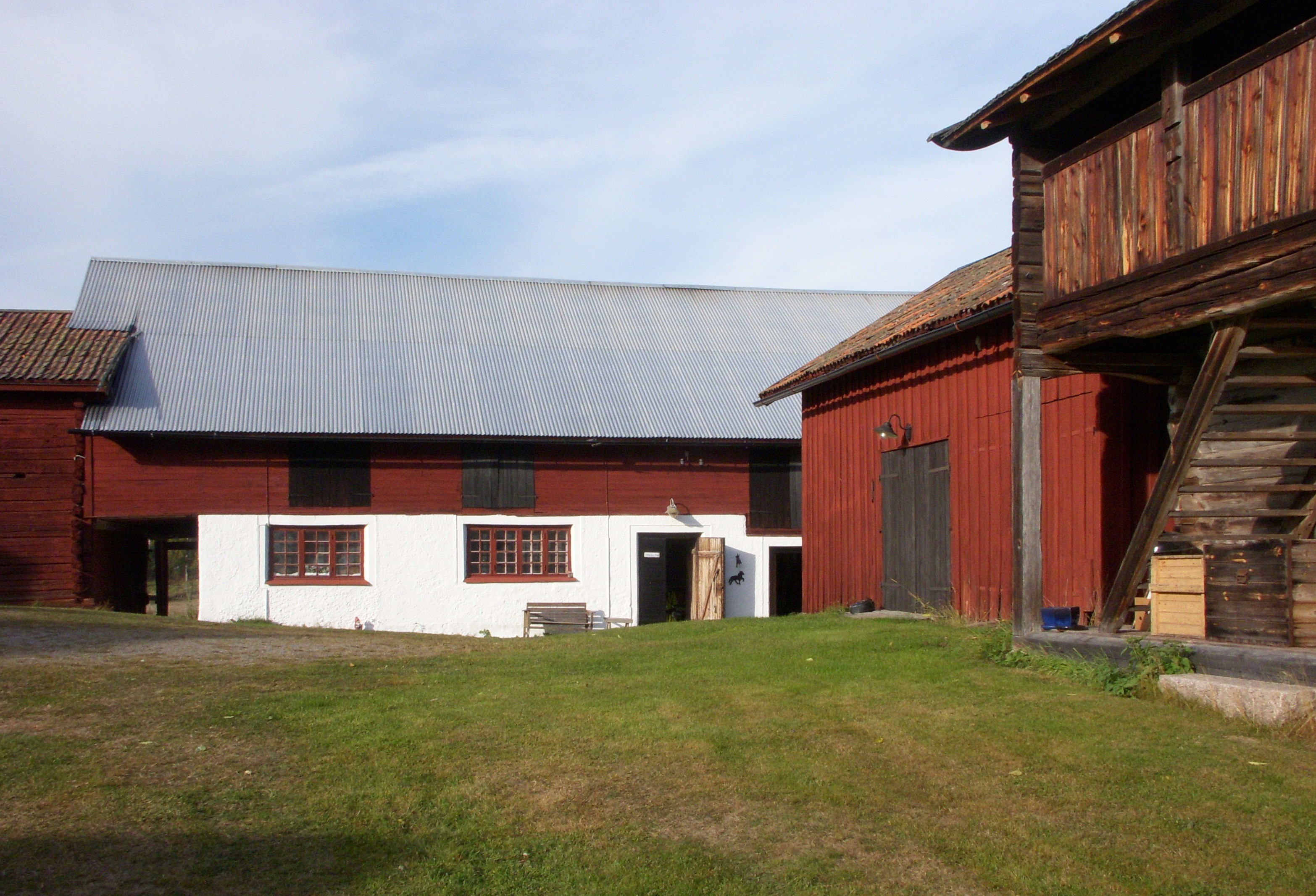
Ladugård